# Острів (відеогра)
«Острів» (англ. Ostriv) — українська відеогра в жанрі економічної стратегії, присвячена розвитку українського поселення XVIII сторіччя. 19 березня 2020 року гра вийшла в дочасний доступ на платформах Steam та GOG. Гра швидко зібрала більше ніж сто відгуків, близько 90 % відсотків яких є схвальними.

## Опис гри
Наразі в грі реалізовано понад два десятки будівель, землеробство і тваринництво, ремесло, динамічна зміна пори року, базова торгівля. Наявні англійська та українська локалізації. Було заплановано згодом додати в гру сюжетну кампанію, споруди галузей освіти, релігії, розваг та правосуддя, і станом на 5 альфу в грі присутні окремі будівлі цих галузей на кшталт початкової школи, корчми, каплички та церкви.
Особливістю гри є динамічне моделювання стежин, котрі витоптують мешканці, та відсутність прив'язки будівель до клітинки на ландшафті.
Музичним супроводом грі слугує традиційна українська музика, зокрема кобза.

### Сетинг
Гра стартує з 1721 року, себто з початку другої хвилі колонізації Слобідської України. Однак поселення гравця, разом із кількома реальними слобожанськими містечками, як-от Дергачі, розташовується на вигаданому острові (звідси походить назва гри).

## Історія розробки
Розробка «Острова» почалася навесні 2014 року. Спершу гра розроблялася на дозвіллі однією людиною — анонімним харків'янином Євгеном. З 2018 року гру розробляє команда з 4 людей.
Вибір тематики гри був значною мірою обумовлений початком Війни на Донбасі.
За роки розробки Євген встиг відвідати багато міст, музеїв і задокументувати численні краєвиди. Усі текстури у грі основані на світлинах, зроблених під час цих поїздок. Дизайн же будівель здебільшого вигаданий, оскільки з ігрової точки зору необхідна впізнаваність призначення споруди. Однак усі вигадані дизайни спираються на чинні архітектурні традиції та складаються з частин реальних будівель.
Закрите тестування гри почалося в липні 2017 року, а з 18 жовтня того ж року стало можливим купити альфа-версію гри через офіційний сайт. Тож на момент виходу в дочасний доступ на платформах Steam та GOG гру встигли купити 20 000 гравців.

### Версія Альфа
- 25 березня 2023 року вийшла Альфа 5[10][11].

## Відгуки
Оглядач Крістофер Лівінгстон з порталу PC Gamer зазначає, що симулятор напрочуд ладний, як для альфа-версії. Він називає його хитромудрим, складним, однак захопливим. А надто зізнається, що «Острів» уже встиг стати одним із його найулюбленіших містобудівних симуляторів.
На думку Оксани Смірнової, оглядачки з інтернет-порталу Root Nation, «Острів» є найкращою грою про Україну, яка просуває українську культуру та естетику.